# San Remo (Australia)
San Remo è una città australiana, situata nello Stato di Victoria, nella Contea di Bass Coast Shire. Il paese dista 124 km da Melbourne. Al censimento del 2006, San Remo aveva una popolazione di 1 017 abitanti.

## Storia
La zona intorno a quello che oggi è San Remo è stata occupata da centinaia anni dal popolo Bunurong dei cacciatori di foche.
Nel 1835 arrivarono gli europei, il primo fu lo scozzese Samuel Anderson e la sua famiglia che istituirono il terzo insediamento permanente nello Stato di Victoria.
Intorno al 1840 la comunità divenne villaggio di pescatori e commercianti che esportavano bovini e prodotti agricoli, e poi partire dal 1870 carbone. La borgata è cresciuta intorno al porto, sviluppando una forte vocazione turistica. Nel 1888 la borgata è stata intitolata a San Remo come Sanremo, nota località turistica italiana.